# Thanamandi

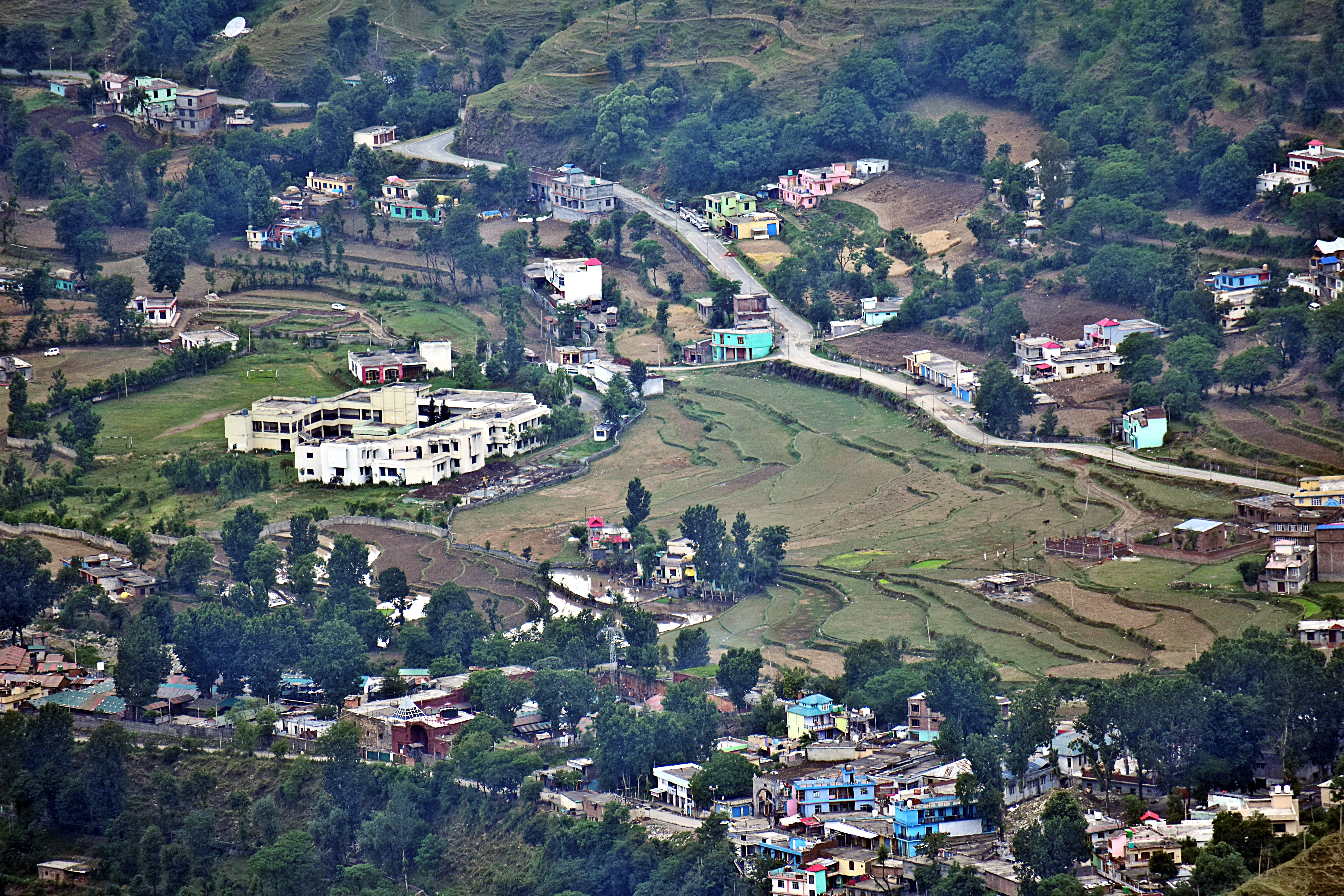
Iffgoojtt

Thanamandi é uma cidade no distrito de Rajauri, no estado indiano de Jammu e Caxemira.

## Demografia
Segundo o censo de 2001, Thanamandi tinha uma população de 3478 habitantes. Os indivíduos do sexo masculino constituem 53% da população e os do sexo feminino 47%. Thanamandi tem uma taxa de literacia de 60%, superior à média nacional de 59,5%: a literacia no sexo masculino é de 69% e no sexo feminino é de 49%. Em Thanamandi, 12% da população está abaixo dos 6 anos de idade.